# Bandera de Jalisco
La bandera del estado de Jalisco consiste en un rectángulo dividido en dos franjas verticales de medidas idénticas, con los colores en el siguiente orden a partir del asta: azul y oro. Entre las dos franjas azul y oro y al centro, tiene el Escudo del Estado, con un diámetro de tres cuartas partes del ancho de dicha franja. La proporción entre anchura y longitud de la bandera, es de cuatro a siete. Puede llevar un lazo o corbata de los mismos colores, al pie de la moharra.
El 14 de septiembre de 2010, el Congreso del Estado realiza el acto protocolario de reconocimiento legal de los símbolos de Estado de Jalisco en el interior del Hospicio Cabañas de la ciudad de Guadalajara donde se realiza la premiación de los autores del himno y de la bandera con motivo de los festejos del Bicentenario de México. Tras la firma el gobernador del Estado entregó al Poder Legislativo la bandera del Estado de Jalisco, que fue colocada en su nicho oficial.
La bandera de Jalisco, junto con la Bandera del Estado de Tlaxcala, la Bandera del Estado de Guanajuato y la Bandera del Estado de Yucatán, son las únicas cuatro que no poseen un campo blanco completo y son diferentes a la bandera nacional.

## Descripción
La bandera del Estado de Jalisco se describe en el artículo 10° del capítulo III de la Ley de los Símbolos Oficiales del Estado de Jalisco, la cual describe las siguientes características:

I. Consiste en un rectángulo dividido en dos franjas verticales de medidas idénticas, con los colores en el siguiente orden a partir del asta: azul y oro;

II. Entre las franjas, azul y oro, y al centro, tiene el escudo oficial, con un diámetro de tres cuartas partes del ancho de una franja;

III. La proporción entre anchura y longitud de la bandera, es de cuatro a siete; y

IV. Podrá llevar un lazo o corbata de los mismos colores, al pie de la moharra.

### Colores y su significado
Los colores de la bandera jalisciense tienen su origen en la bandera del Reino de Galicia, durante mucho tiempo existieron pendones locales que usaron los colores oro y azul del primer escudo que le fue otorgado a la Ciudad de Guadalajara; antes de hacerse oficial su uso y diseño, se diseñaron varias propuestas alternar donde no perdía la influencia bicolor (azul y amarillo oro), algunas veces se usaron pendones con un solo color y el escudo del estado al centro y otras veces se usaron pendones con tres franjas bicolores o con los colores de la bandera de México.
Las tonalidades oficiales exactas de la bandera aún no han sido definidas por las leyes de la entidad, pero se sugiere usar las siguientes de acuerdo al sistema pantone, se proporcionan equivalencias aproximadas en otros sistemas de color:[cita requerida]
| Sistema de color | Azul | Azul        | Amarillo | Amarillo  |
| ---------------- | ---- | ----------- | -------- | --------- |
| Pantone          |      | 3425c       |          | Safe      |
| RGB              |      | 0-0-255     |          | 255-255-0 |
| CMYK             |      | 100-0-32-59 |          | 0-0-0-0-0 |
| RGB Hex.         |      | 0000FF      |          | #F1BF00   |

El significado de los colores de la bandera estatal son los siguientes:
- Oro: hacer el bien a los pobres.
- Azur (azul): servir a los gobernantes y fomentar la agricultura.

### Escudo

Escudo de armas del Estado de Jalisco se basa en el escudo de armas de Guadalajara (su capital).

A través del decreto número 13.661 del Congreso del Estado, publicado en el Periódico Oficial El Estado de Jalisco de fecha 7 de noviembre de 1989, se establece que el escudo  estatal es tomado de las Armas de la ciudad de Guadalajara, capital de dicho estado.
El mismo sentido tomó la Ley sobre el escudo de armas del Estado de Jalisco de 2004 y la actual Ley de los Símbolos Oficiales del Estado de Jalisco, la cual en su artículo 7° asume como escudo del Estado el mismo que el de la ciudad de Guadalajara.
La descripción oficial del escudo es la siguiente:

I. Presenta la parte inferior redondeada y con abundantes trasoles que rodean el emblema en ambos flancos, abarcando desde la parte superior hasta casi llegar a la base del escudo;

II. Dentro del escudo se encuentran dos leones de su color puestos en salto, arrimadas las manos a un pino de oro realzado de verde, en campo azul, orla de siete aspas coloradas y el campo de oro; y

III. Por timbre y yelmo cerrado y por divisa una bandera colorada con una cruz de Jerusalén de oro, puesta en una vara de lanza, con trasoles, dependencias y follajes de azul y oro.
Artículo 7, párrafo 1, fracciones I a III. Ley de los Símbolos Oficiales del Estado de Jalisco.

Este escudo simboliza la nobleza y señorío de la ciudad; virtudes que la Corona española reconoció en los trabajos y peligros que los vecinos de la ciudad habían pasado en la conquista y población de ella.[cita requerida]

Bandera heráldica del Escudo de Jalisco

Lo anterior en virtud de que antes que Guadalajara se estableciera de manera definitiva en el Valle de Atemajac (1542), estuvo asentada en tres lugares distintos Nochistlán (1532), Tonalá (1533) y Tlacotán (1535) y sus colonos habían enfrentado grandes carencias y riesgos, entre ellos los embates de los belicosos indios cazcanes, tecuexes y zacatecos.
Para el caso del escudo que nos ocupa, tales deberes son:
Esmaltes[cita requerida]
Metales
Oro: hacer el bien a los pobres.
Figuras[cita requerida]
Lanza: tener fortaleza con prudencia
Orlas y aspas: premio a la valentía y el triunfo
León: símbolo del espíritu guerrero
Árbol: símbolo de perseverancia

## Historia

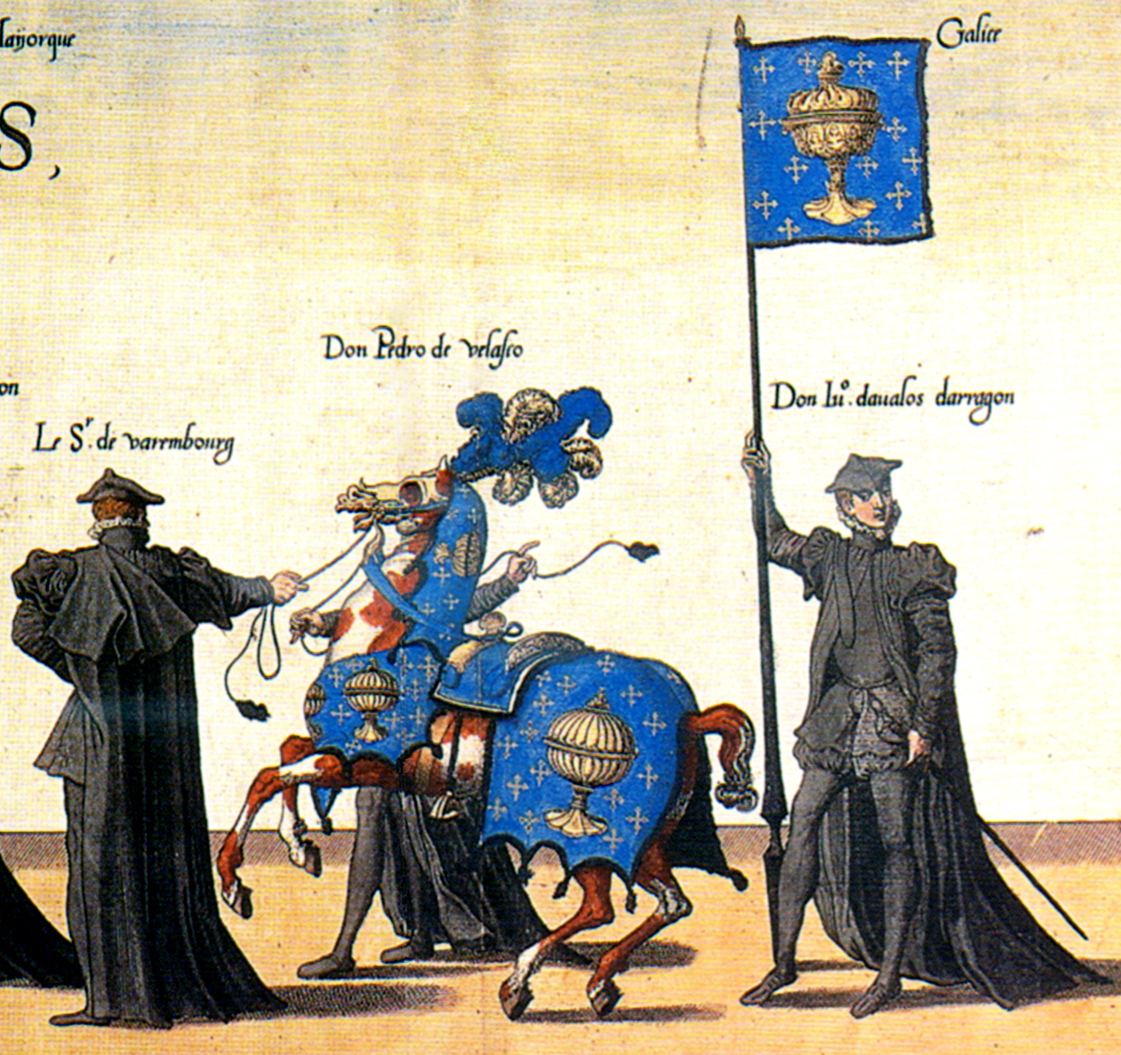
El estandarte de armas del Reino de Galicia sirvió de inspiración para los colores del escudo de la Intendencia de Guadalajara.

Primer bandera de la Ciudad de Guadalajara, en 1825. Se le da la autoría a Priciliano Sánchez.

Tras la independencia de México, Prisciliano Sánchez, gobernador del Estado de 1825 a 1826 propone una bandera de transición para el estado de Jalisco, la cual consta de tres franjas horizontales, en color azul marino en la superior e inferior y en oro la central; de la disposición siguiente superior 3/10, central o media 4/10 e inferior 3/10, todas con respecto a la horizontal base. Al centro de la bandera sobre la barra de color oro esta el Escudo de Armas, de donde se retoman los colores de la antigua Nueva Galicia.[cita requerida]
En tiempos modernos, a fin de seleccionar la bandera que sustituiría a la vieja bandera de Priscilano Sánchez, después de la aceptación del diseño de Luis Havas, se inició un proceso legal el 22 de febrero de 2007 que continuó evaluándose y discutiéndose dentro del Congreso de Jalisco a lo largo de un año culmimando el día 22 de febrero de 2008 cuando fue aprobada de manera oficial una bandera de la entidad (publicado por la gaceta oficial) siendo este el primer estado mexicano en tener una bandera oficial.
| Evolución de la Bandera de Jalisco |                    | |
| Años                               | Bandera Estatal    | Información relevante |
| 1972 a 1998                        |                    | (2:3) Se diseña la primera bandera estatal en el año de 1972 que tenía los mismos colores de la bandera nacional, el escudo nacional y las leyendas que dicen: Estados Unidos Mexicanos en la parte superior; y en la parte inferior Estado Libre y Soberano de Jalisco.[cita requerida] |
| 1998 a 2008                        |                    | (4:7) Se establece la segunda bandera estatal, sin reconocimiento legal pero fue usada en algunas ocasiones por las instituciones del gobierno del estado.[cita requerida] |
| 2008 a 2010                        | Bandera de México. | (4:7) Primer Bandera Estatal. Adoptada oficialmente el 22 de febrero de 2008, bajo el gobierno de Emilio González Márquez.[cita requerida] |
| 2011 a la Fecha                    | Bandera de México. | (4:7) Segunda Bandera Estatal. Adoptada oficialmente el 7 de mayo de 2011, bajo el gobierno de Emilio González Márquez.[cita requerida] |

## Protocolo

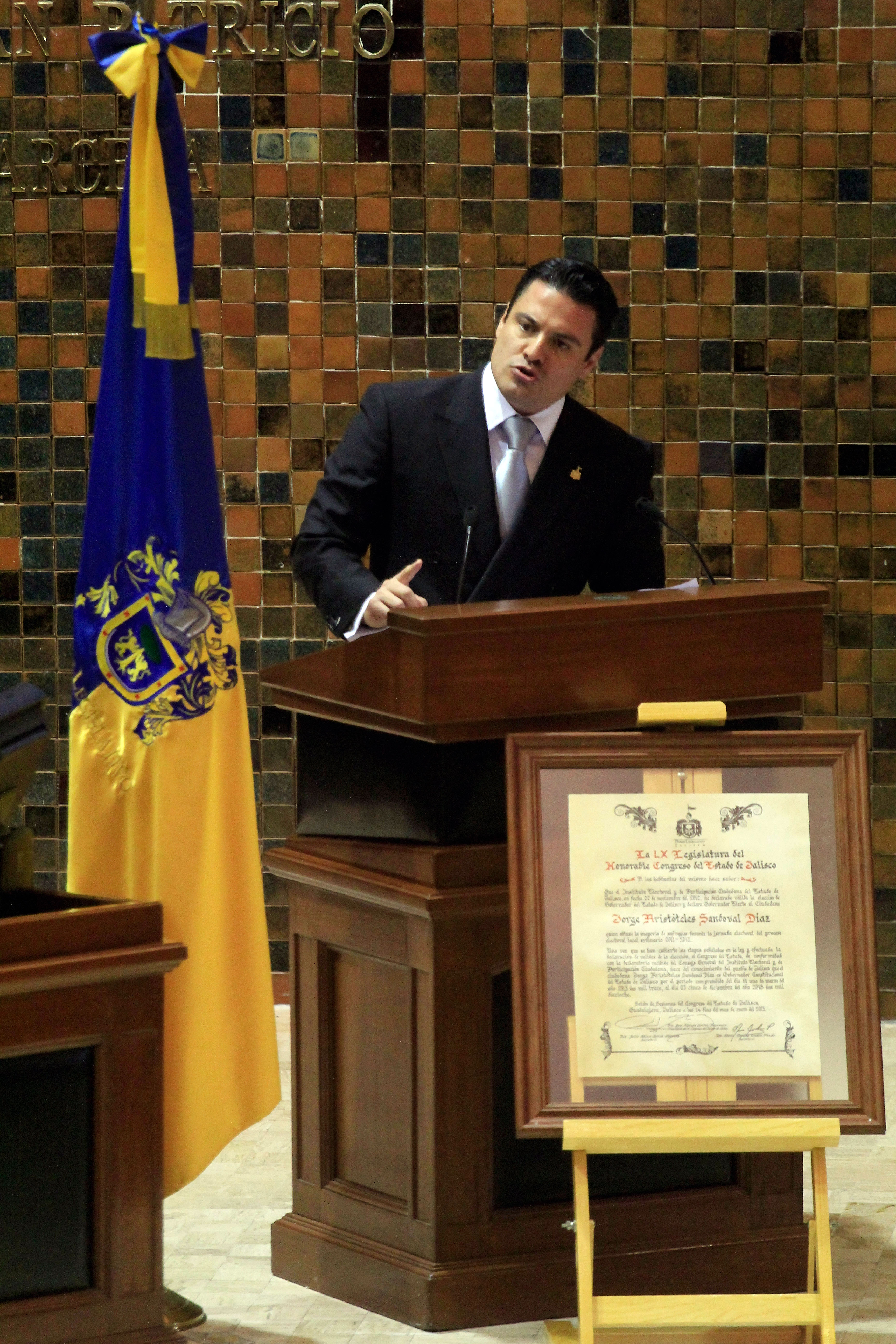
Toma de protesta del gobierno del estado.

Capítulo Tercero. De la Bandera del Estado de Jalisco.
Artículo 14. La Bandera del Estado de Jalisco consiste en un rectángulo dividido en dos franjas verticales de medidas idénticas, con los colores en el siguiente orden a partir del asta: Azul y Oro.
Entre las franja de Oro al centro, tiene el Escudo Estatal, con un diámetro de tres cuartas partes del ancho de dicha franja. La proporción entre anchura y longitud de la bandera, es de cuatro a siete. Podrá llevar un lazo o corbata de los mismos colores, al pie de la moharra.
Artículo 15. Los honores a la Bandera Nacional se harán siempre con antelación a los que deban rendirse a la Bandera del Estado o a personas.
Artículo 16.  Los ayuntamientos y planteles educativos, oficiales y particulares del Estado deberán contar con la Bandera del Estado, con el objeto de rendirle honores y emplearla en actos cívicos.
Artículo 17. Toda reproducción de la Bandera del Estado de Jalisco deberá corresponder fielmente al modelo al que se refiere el artículo 14 de esta Ley.
Previa autorización de la Secretaría General de Gobierno, las autoridades, las instituciones o agrupaciones y los planteles educativos, podrán inscribir en la Bandera del Estado sus denominaciones, siempre que esto contribuya al culto del símbolo estatal.
Queda prohibido hacer cualquiera otra inscripción en la Bandera del Estado.
Artículo 18. La Bandera del Estado saludará, mediante ligera inclinación, sin tocar el suelo, solamente a otra Bandera, estatal, nacional o extranjera; en ceremonia especial, a los restos o símbolos de los héroes de la Patria o del Estado; y para corresponder el saludo del Presidente de la República, Gobernador o de un Jefe de Estado extranjero en caso de reciprocidad internacional. Fuera de estos casos, no saludarán a personas o símbolo alguno.
Artículo 19. El saludo civil a la Bandera  del Estado se hará en posición de firme, colocando la mano derecha extendida sobre el pecho, con la palma hacia abajo, a la altura del corazón. Los varones saludarán, además, con la cabeza descubierta.
Artículo 20. En las fechas declaradas solemnes en el Estado, deberá izarse la Bandera del Estado, a toda o a media asta, según se trate de festividad o duelo, respectivamente, en escuelas y demás edificios públicos, así como en la sede de los poderes del Estado.
Artículo 21. Las autoridades educativas, dispondrán que en las instituciones de enseñanza básica y media superior, se rindan honores a la Bandera y se entone el himno los lunes, al inicio de labores escolares o a una hora determinada en ese día durante la mañana, así como al inicio y fin de cursos y posterior a que se haga lo mismo a los símbolos nacionales.